# أسيد بن ظافر السلمي
أسيد بن ظافر السلمي، كان جنرالًا جزيرياً يعمل في خدمة الخلافة الأموية وقد قاتل في جنوب القوقاز تحت قيادة الأمير محمد بن مروان وابنه مروان بن محمد (الخليفة الأموي الأخير فيما بعد) في أوائل القرن الثامن. أصله من بنو سليم العدنانيين، وبقي نسله مهماً في المنطقة لفترة طويلة بعد ذلك. وكان ابنه يزيد وحفيداه خالد وأحمد حاكمين على إمارة أرمينية.